# Stazione di Tavordo
La stazione di Tavordo era una fermata posta lungo la Menaggio-Porlezza, attiva fra il 1884 e il 1939, a servizio di Tavordo, frazione di Porlezza.

## Storia
La fermata, aperta nel 1884 insieme alla linea, vide il servizio ferroviario definitivamente sospeso il 31 ottobre 1939. Il decreto di soppressione definitiva fu emanato solo il 29 novembre 1966.

## Strutture e impianti
L'impianto disponeva di un fabbricato viaggiatori e un binario di corsa.